# Marian Golka
Marian Golka (ur. 19 września 1948 w Golinie) – polski socjolog, emerytowany profesor nauk humanistycznych, były kierownik Zakładu Socjologii Kultury i Cywilizacji Współczesnej w Instytucie Socjologii UAM.

## Życiorys
W 1973 ukończył studia w Instytucie Socjologii Uniwersytetu im. A. Mickiewicza w Poznaniu, w 1980 obronił w Instytucie Socjologii UAM rozprawę doktorską pt. Funkcje społeczne środowiska wizualnego w centrum wielkiego miasta. W 1993 uzyskał stopień doktora habilitowanego nauk humanistycznych w zakresie socjologii na Wydziale Nauk Społecznych UAM. Podstawą habilitacji była rozprawa pt. Kultura jako system opublikowana w 1992. W 1998 uzyskał tytuł naukowy profesora nauk humanistycznych. W 2002 został mianowany na stanowisko profesora zwyczajnego. W 2019 przeszedł na emeryturę.
Prowadzi badania w zakresie: socjologicznej teorii kultury wraz z opisem i refleksją dotyczącą różnych problemów kultury współczesnej, teorii socjologii sztuki, teorii wielokulturowości, teorii cywilizacji i zastosowanie jej do analizy niektórych zjawisk współczesnych, m.in. globalizacji. W ramach zainteresowań cywilizacją współczesną zajmuje się konsumpcjonizmem, zmianami w pamięci społecznej a także przeobrażeniami w komunikowaniu oraz zagadnieniami związanymi ze społeczeństwem informacyjnym. Ma na koncie ponad 200 publikacji.
W różnych latach: Członek Rady Redakcyjnej czasopisma Przegląd Zachodni. Członek Komitetu Redakcyjnego czasopisma Ruch Prawniczy, Ekonomiczny i Socjologiczny. Członek Rady Naukowej serii Opuscula Sociologica. Członek Rady Naukowej internetowego czasopisma Przestrzeń Społeczna (Social Space). Członek Komitetu Redakcyjnego czasopisma Forum Socjologiczne. Członek Rady Naukowej czasopisma Multicultural Studies. Członek Rady Naukowej Centrum Badań Interdyscyplinarnych. Członek Polskiego Towarzystwa Socjologicznego. Członek Rady Fundacji Naukowej im. Floriana Znanieckiego. Były członek Komitetu Nauk o Kulturze PAN oraz były członek Komitetu Socjologii PAN.
Mieszka w Puszczykowie.

## Wybrane publikacje
Autor książek:
- Przenośne centrum świata. Przypadki podróżne, Poznań 2025, ZYSK i S-KA
- Sekrety ludzkiego czasu, Warszawa 2021, NCK.
- Notatki (1981-2015), Poznań 2017, Ars Nova.

- Paradoksy wolności, Warszawa 2017, PIW.
- Podróże, zamyślenia, aluzje, Warszawa 2016, Oficyna Naukowa. http://hdl.handle.net/10593/25118
- Aparycje współczesności, Warszawa 2015, Oficyna Naukowa.    http://hdl.handle.net/10593/14968
- Samotność i sława, Warszawa 2015, Wydawnictwo Naukowe Scholar.
- Żywe rzeźby w przestrzeniach miast, Poznań 2014, Ars Nova.    http://hdl.handle.net/10593/13051
- The Sociology of the Artist in the Postmodern Era. Pride and Uncertainty, Wien-Berlin 2013, LIT Verlag.
- Cywilizacja współczesna i globalne problemy, Warszawa 2012, Oficyna Naukowa.
- Pocztówki z Europy, Leszno 2011, Wydawnictwo Wyższej Szkoły Humanistycznej.   http://hdl.handle.net/10593/13050
- Imiona wielokulturowości, Warszawa 2010, Wydawnictwo Literackie Muza (seria Spectrum).  http://hdl.handle.net/10593/14274
- Pamięć społeczna i jej implanty, Warszawa 2009, Wydawnictwo Naukowe Scholar.   http://hdl.handle.net/10593/13282
- Socjologia sztuki, Warszawa 2008, Wydawnictwo DIFIN.
- Bariery w komunikowaniu i społeczeństwo (dez)informacyjne, Warszawa 2008, Wydawnictwo Naukowe PWN.
- Socjologia kultury, Warszawa 2007, Wydawnictwo Naukowe Scholar. (Wydanie nowe: Warszawa 2013.
- Poczucie zagrożeń i wyzwań cywilizacyjnych, Poznań 2000, Wydawnictwo Fundacji Humaniora.
- Cywilizacja. Europa. Globalizacja, Poznań 1999, Wydawnictwo Fundacji Humaniora.
- Transformacja systemowa a kultura w Polsce po 1989 roku, Warszawa 1997, Instytut Kultury.
- Socjologiczny obraz sztuki, Poznań 1996, Wyd. Ars Nova.   http://hdl.handle.net/10593/14275
- Socjologia artysty, Poznań 1995, Wyd. Ars Nova.
- Świat reklamy, Puszczykowo 1994, Agencja Badawczo-Promocyjna „Artia”.
- Kultura jako system, Poznań 1992, Ośrodek Wydawnictw Naukowych.
- Nauczanie sztuki. Cele, formy, metody, Poznań 1991, PWSSP
- Rynek sztuki, Poznań 1991, Agencja Badawczo-Promocyjna „Artia”.

Redakcja prac zbiorowych:
- Kłopoty z tożsamością, Poznań 2006, Wydawnictwo Naukowe UAM.
- W cywilizacji konsumpcyjnej, Poznań 2004, Wydawnictwo Naukowe UAM.
- Od kontrkultury do popkultury, Poznań 2002, Wydawnictwo Fundacji Humaniora.
- Nowe style zachowań, Poznań 2001, Wydawnictwo Fundacji Humaniora.
- Bariery w komunikowaniu, Poznań 2000, Wydawnictwo Naukowe UAM.